# AIM-4 Falcon
AIM-4 «Фалкон» (англ. AIM-4 Falcon [fɔ:lkən] — Сокол) — американская управляемая ракета класса «воздух—воздух» малой дальности.
Разработка была начата в 1946, когда фирма Hughes Aircraft получила контракт на опытное проектирование. Первая экспериментальная ракета была испытана в 1949 году. В 1954 году был изготовлен первый серийный образец. Имела несколько модификаций и являлась первой управляемой ракетой, принятой на вооружение ВВС США. Зарекомендовала себя как ненадежная и сложная в применении, а после неудачного полевого развертывания во Вьетнамской войне была снята с вооружения, оставшись только в арсенале перехватчиков.

## История
После того, как стало ясно, что дозвуковая ракета AAM-A-1 Firebird не удовлетворяет требованиям ВВС США по поражению летящих с околозвуковой скоростью бомбардировщиков, было решено начать разработку новой ракеты. Экспериментальные проработки уже велись ранее (с 1947 года) фирмой «Hughes» в рамках проекта MX-904 — создания управляемой ракеты для самообороны бомбардировщиков. Предполагалось, что ракеты будут запускаться с кормовой барабанной установки бомбардировщика по заходящим в хвост истребителям противника и наводиться с помощью полуактивного радиолокационного наведения.
В 1949 году, программа была переориентирована с расчетом на базирование ракет на истребителях-перехватчиках, получив при этом индекс AAM-A-2. Первые летные испытания были проведены в 1949 году. В 1951 году, в рамках общей политики ВВС США, ракета получила «истребительное» обозначение F-89 (от англ. Fighter), которое, впрочем, вскоре было изменено на GAR-1. После серии испытаний в 1951—1955 годах, ракета была, рекомендована к принятию на вооружение в 1956 году.
Основное назначение новой ракеты изначально видели в поражении бомбардировщиков противника. Ракеты развертывались в основном на истребителях-перехватчиках.

## Модификации

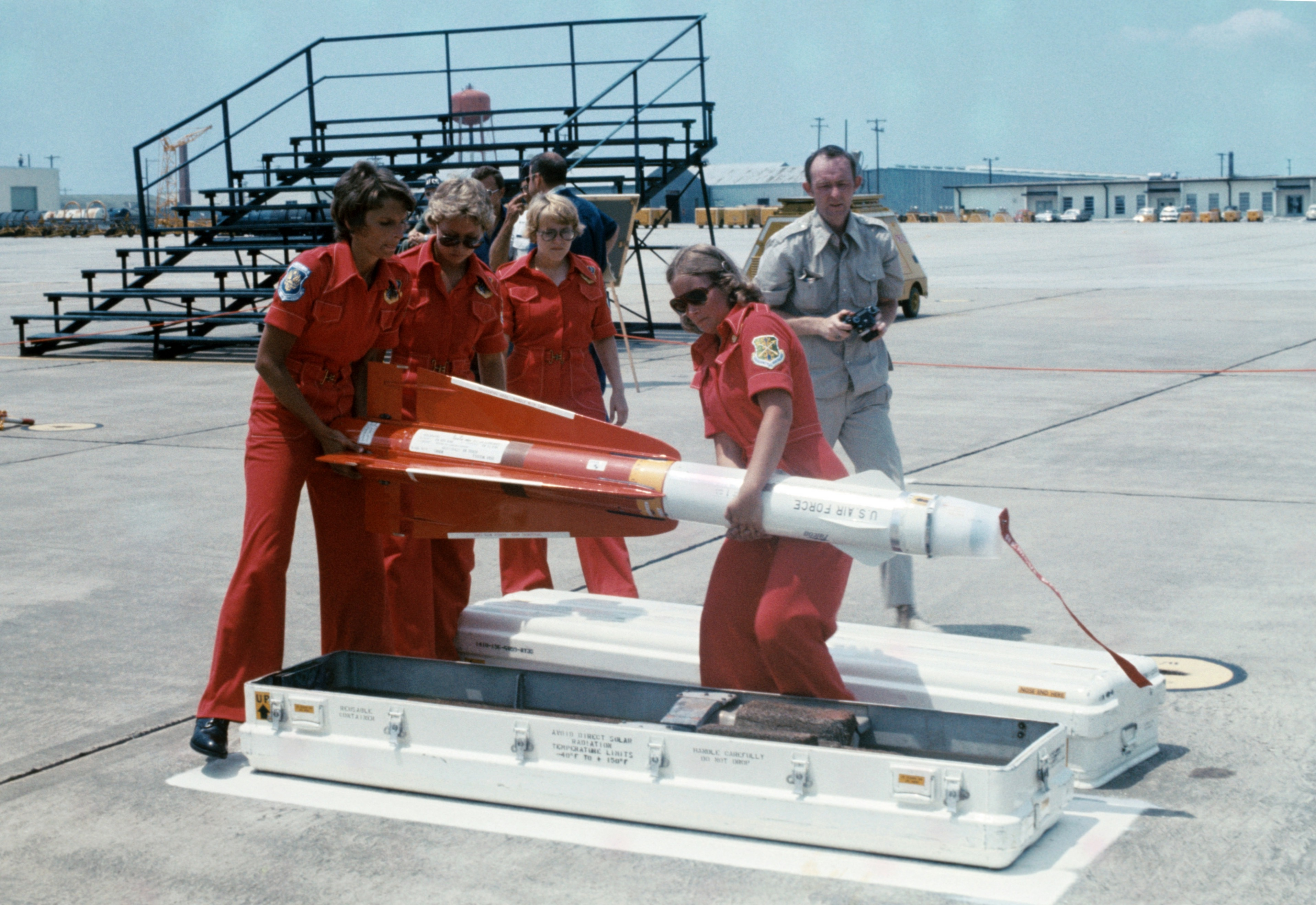
Оружейная группа 119-го истребительного авиакрыла на погрузочных работах с ракетой AIM-4C «Фодалкон», октябрь 1972 г.

- GAR-1/AIM-4 — была основной модификацией ракеты, принятой на вооружение в 1956 году. Ракета имела полуактивное радиолокационное наведение и предназначалась почти исключительно для перехвата бомбардировщиков. Было изготовлено около 12 000 ракет.
- GAR-1D/AIM-4A — модифицированная версия GAR-1 с улучшенными управляющими плоскостями.
- GAR-2/AIM-4B — версия ракеты, созданная в 1956 году. Отличалась от GAR-1 наличием пассивной инфракрасной головки самонаведения. Около 26 000 ракет было изготовлено.
- GAR-2A/AIM-4С — модифицированная версия GAR-2 с более чувствительным инфракрасным датчиком.
- GAR-2B/AIM-4D — ещё одна модификация GAR-2, имевшая улучшенный инфракрасный детектор. Единственная модификация, способная применяться против истребителей. Применялась во Вьетнаме с неудовлетворительным результатом.
- GAR-3/AIM-4E «Super Falcon» — предпринятая фирмой «Hughes» модернизация ракеты GAR-1. Был установлен новый двигатель, более длительное время работы которого обеспечивало ракете дальность порядка 11,3 км. Боевая часть также была утяжелена. Поступила в производство в 1959 году.
- GAR-3A/AIM-4F «Super Falcon» — версия «Super Falcon» с улучшенным полуактивным наведением.
- GAR-4A/AIM-4G «Super Falcon» — версия «Super Falcon» с инфракрасным наведением

В 1970—1971 году, после получения данных о неудовлетворительном действии ракет AIM-4D во Вьетнаме, была разработана экспериментальная ракета XAIM-4H, имевшая улучшенную маневренность, более мощную боевую часть и лазерный неконтактный детонатор. Но, так как «AIM-9 Sidewinder» уже успел зарекомендовать себя более надежной ракетой и обладал большим радиусом действия, работы были прекращены.

## Боевое применение
В основном ракеты развертывались на перехватчиках, защищавших территорию США от воздушного нападения. Самолёты несли ракеты или на внешней подвеске, или во внутренних отсеках. Обычно перехватчики снаряжались как ракетами с полуактивным радиолокационным так и с инфракрасным наведением и должны были запускать их по цели парами, чтобы увеличить вероятность поражения.
Первым и единственным полем боя «Фалконов» стала Вьетнамская война. В мае 1967 года, ВВС США направили во Вьетнам первые эскадрильи, оснащенные истребителями F-4D, специально оборудованными для ношения на пилонах под крыльями четырёх ракет AIM-4D, на которые возлагались большие надежды. Но результаты боевого применения ракеты были крайне неудовлетворительными: ракета продемонстрировала низкую надежность и точность попадания. Ракета с инфракрасной головкой самонаведения, охлаждаемой жидким азотом, должна была быть запущена в течение не более чем двух минут после активации, так как запас жидкого азота расходовался сразу и полностью, а медленное коническое сканирование требовало 6-7 секунд только чтобы захватить цель. Кроме того, ракета имела слабую боевую часть и была оснащена только взрывателем контактного действия, требующим прямого попадания для нанесения повреждений цели.
Полковник Робин Олдс, командовавший 8-м истребительным крылом, оснащенным F-4D с ракетами AIM-4D отзывался о её применении так:
К началу июня мы все ненавидели новые ракеты «Фалкон» AIM-4D. Я терпеть не мог эти проклятые штуки. Я хотел назад мои «Сайдвиндеры». В двух вылетах я выпустил семь или восемь этих проклятых ракет, и ни одна из них не навелась. Они были хуже, чем я предполагал. Иногда они просто отказывались запускаться: иногда они улетали в синее небо без наведения. В суматохе сражения, когда моя голова была занята лишь тем, чтобы маневрировать и уворачиваться, отличать друзей от врагов, я не мог помнить, какую из четырёх ракет я (заранее) выбрал для выстрела, какая из ракет ещё боеспособна, а какая уже истощила запас жидкого азота и повисла бесполезным грузом. Дважды после возвращения на базу, я просил техников проверить управление и систему управления огнём. Они ни разу не нашли никаких поломок.
Чрезвычайно неудовлетворительные результаты применения (было сбито не более пяти целей, включая 4 МиГ-17 и 1 МиГ-21, несмотря на значительное число примененных ракет) привели к тому, что в 1969 году полковник Робин Олдс отдал приказ техникам демонтировать AIM-4D со всех самолётов и установить оборудование для AIM-9 «Sidewinder». Хотя эта модернизация не была официально разрешена, вскоре все летные части ВВС последовали его примеру. С 1970 года ракета осталась только на вооружении перехватчиков и была снята с вооружения лишь в 1988 году.

## Тактико-технические характеристики
GAR-1D (AIM-4A):
- Длина ракеты: 1,98 м
- Диаметр корпуса: 0,163 м
- Размах крыла: 0,508 м
- Масса: 54 кг
- Боевая часть: фугасная
  - Масса БЧ — 3,4 кг
- Взрыватель: контактный
- Система наведения: полуактивная радиолокационная/ инфракрасная с охлаждением жидким азотом на AIM-4B
- Двигатель: РДТТ Thiokol M58 (на Super Falcon — M46)
- Дальность до цели: 9,7 км
- Скорость полёта: 3 М

## На вооружении
AIM-4 Falcon находилась на вооружении следующих государств:
- США
- Греция
- Канада
- Финляндия
- Швейцария
- Швеция (производились по лицензии как HM-85/Rb-28)